# Spigelia breviflora
Spigelia breviflora är en tvåhjärtbladig växtart som först beskrevs av Robert Hippolyte Chodat och Hassl., och fick sitt nu gällande namn av H.Hurley och Francisco Javier Fernández Casas. Spigelia breviflora ingår i släktet Spigelia och familjen Loganiaceae. Inga underarter finns listade i Catalogue of Life.